# Жіноча юніорська збірна Росії з хокею із шайбою
Жіноча юніорська збірна Росії з хокею із шайбою — національна жіноча юніорська команда Росії, що представляє свою країну на міжнародних змаганнях з хокею. Управління збірною здійснюється Федерацією хокею Росії.

## Виступи на чемпіонатах світу
| Рік  | І | В   | П  | Н | ШЗ | ШП | О  | Місце                |
| ---- | - | --- | -- | - | -- | -- | -- | -------------------- |
| 2008 | 5 | 0   | 5  | 0 | 4  | 37 | 0  | 8 місце              |
| 2009 | 5 | 2^  | 3* | 0 | 9  | 28 | 6  | 7 місце              |
| 2010 | 5 | 0   | 5  | 0 | 6  | 21 | 0  | 8 місце              |
| 2011 | 5 | 5   | 0  | 0 | 44 | 2  | 15 | 1 місце (Дивізіон І) |
| 2012 | 6 | 2^  | 4  | 0 | 12 | 25 | 5  | 7 місце              |
| 2013 | 5 | 3^^ | 2  | 0 | 18 | 22 | 7  | 7 місце              |
| 2014 | 6 | 3   | 3* | 0 | 12 | 11 | 10 | 4 місце              |
| 2015 | 6 | 3   | 3  | 0 | 16 | 18 | 9  | Бронзові медалі      |
| 2016 | 6 | 2   | 4  | 0 | 9  | 19 | 6  | 4 місце              |
| 2017 | 6 | 3^  | 3  | 0 | 9  | 17 | 5  | Бронзові медалі      |
| 2018 | 6 | 2   | 4  | 0 | 10 | 16 | 6  | 4 місце              |
| 2019 | 6 | 2^  | 4* | 0 | 13 | 19 | 6  | 4 місце              |
| 2020 | 6 | 3   | 3* | 0 | 16 | 10 | 10 | Бронзові медалі      |

*Включає в себе одну поразку в додатковий час (в плей-оф та попередньому раунді)

^Включає в себе одну перемогу в додатковий час (в плей-оф раунді)

^^Включає в себе дві перемоги в додатковий час (в плей-оф та попередньому раунді)